# Deuterophlebia tyosenensis
Deuterophlebia tyosenensis är en tvåvingeart som beskrevs av Kitakami 1938. Deuterophlebia tyosenensis ingår i släktet Deuterophlebia och familjen Deuterophlebiidae. Inga underarter finns listade i Catalogue of Life.